# Naser al-Din Shah Qajar
Nāṣer al-Dīn Shāh Qājār (in persiano ناصرالدین شاه قاجار‎; Tabriz, 16 luglio 1831 – Teheran, 1º maggio 1896) è stato scià di Persia dal 1848 al 1896, quando fu assassinato.
Figlio di Muhammad Shah Qajar fu il terzo sovrano a regnare più a lungo nella Persia dopo Sapore II della dinastia sasanide e Tahmasp I della dinastia safavide.
Nāṣer al-Dīn Shāh Qājār fu il primo sovrano persiano a scrivere e pubblicare i propri diari.

## Le riforme
Nāṣer al-Dīn Shāh Qājār iniziò il suo regno all'insegna delle riforme moderniste ma si fece col tempo sempre più conservatore e tradizionalista.
Nonostante le sue originarie tendenze riformiste il suo stile di governo fu dittatoriale. Perseguitò i seguaci del Báb e i Bahá'í specialmente dopo un fallito attentato, nel 1852, contro di lui. La repressione che ne seguì portò all'uccisione, 31 agosto 1852, di trenta Babisti tra cui la poetessa Táhirih.
Quando il giovane Nāṣer al-Dīn salì al trono, la Persia era virtualmente in bancarotta, il governo centrale era debole e le province erano praticamente autonome. Con l'aiuto e i consigli del primo ministro Mirza Taghi Khan, lo scià avviò importanti riforme in tutti i settori della società.
Le spese statali furono drasticamente ridotte, e vennero separate le spese della corte da quella pubblica. Gli strumenti dell'amministrazione centrale furono migliorati e il primo ministro divenne competente per tutti i settori della burocrazia.

### Politica economica
Le ingerenze straniere negli affari persiani vennero limitate e fu incoraggiato il commercio con l'estero, mentre alla burocrazia venne proibito di usare il tradizionale stile barocco e pomposo nei documenti ufficiali, favorendo la nascita di uno stile moderno nella prosa persiana.
Furono avviate anche molte opere di edilizia pubblica, come il bazar di Teheran, ma soprattutto la prima università moderna della Persia, il politecnico Dar al Funoon. Qui venivano insegnate tutte le scienze moderne, come medicina e tecnologia, da insegnanti stranieri (principalmente austriaci e francesi) ma anche persiani.
Queste riforme suscitarono il malcontento di quei notabili del regno che, esclusi dal governo, consideravano Mirza Taghi Khan come un arrampicatore sociale e una minaccia per i propri interessi. Con il supporto attivo della regina madre, riuscirono a convincere lo scià che il primo ministro fosse un usurpatore del suo potere. Mirza Taghi Khan fu esautorato nel 1851 e quindi fatto assassinare per ordine dello scià.

### Diplomazia
Nāṣer al-Dīn Shāh cercò di sfruttare la rivalità tra Russia e Gran Bretagna a proprio vantaggio, ma le ingerenze politiche e le occupazioni di territori tradizionalmente sotto il controllo persiano aumentarono. Nel 1856 la Gran Bretagna favorì l'annessione di Herat all'Afghanistan, Stato che i britannici aiutarono a nascere per ostacolare l'espansione russa in Asia centrale. I russi, d'altra parte, completarono nel 1881 la conquista degli odierni Turkmenistan e Uzbekistan, raggiungendo i confini nord-orientali dell'Iran e recidendo i legami storici tra la Persia e le città di Bukhara e Samarcanda.
Alla fine del XIX secolo era opinione diffusa tra gli iraniani che i loro sovrani fossero asserviti agli interessi stranieri.

## Discendenza
- Soltan Mahmoud Mirza
- Soltan Moin ed-Din Mirza
- Soltan Massoud Mirza Zell os-Soltan
- Mohammad-Qassem Mirza
- Soltan Hossein Mirza Jalal od-Dowleh
- Mozaffar al-Din Shah Qajar
- Kamran Mirza Nayeb os-Saltaneh
- Nosrat ed-Din Mirza Salar os-Saltaneh
- Mohammad-Reza Mirza Rokn os-Saltaneh
- Hossein-Ali Mirza Yamin od-Dowleh
- Ahmad Mirza Azd os-Saltaneh
- Afsar od-Dowleh
- Fakhr ol-Moluk
- Esmat od-Dowleh
- Zi'a os-Saltaneh
- Touran Agha Khanoum Qajar Fakhr od-Dowleh
- Forouq-ol-Dowleh
- Eftekhar os-Saltaneh
- Farah os-Saltaneh
- Tāj-al-Salṭana
- Ezz os-Saltaneh